# Apotemnus truncatus
Apotemnus truncatus är en stekelart som beskrevs av Joseph Augustine Cushman 1940. Apotemnus truncatus ingår i släktet Apotemnus och familjen brokparasitsteklar. Inga underarter finns listade i Catalogue of Life.